# 安納萬角
72°20′S 95°25′W / 72.333°S 95.417°W
安納萬角（英語：Cape Annawan）是南極洲的海岬，位於瑟斯頓島東端，是賽拉弗灣西北面的入口處，該海岬在1960年2月由美國探險隊發現，現時由南極條約體系管理。